# Angelo De Marco
Angelo De Marco (Petilia Policastro, 2 giugno 1902 – Roma, 4 dicembre 1977) è stato un giurista, magistrato e costituzionalista italiano.

## Biografia
È stato consigliere di stato nel periodo regio, assumendo poi la carica di presidente di sezione del Consiglio di Stato il 12 maggio 1949.
È stato eletto giudice della Corte costituzionale dai magistrati del Consiglio di Stato il 17 dicembre 1967 e ha giurato il 10 gennaio 1968.
È cessato dalla carica il 10 gennaio 1977.